# Man Walking Around a Corner
Man Walking Around A Corner é um filme mudo britânico de curta-metragem realizado em 1887, dirigido pelo francês Louis Le Prince. É um dos mais antigos de que se tem conhecimento na história do cinema.
A última produção restante feita com a LPCC Type-16 de Le Prince (Câmera de 16 lentes) é parte de um filme de gelatina rodado em 32 imagens por segundo, com fotos de um homem caminhando por uma esquina. Le Prince, que estava em Leeds no momento da gravação, enviou estas imagens para sua esposa em Nova York em carta datada de 18 de Agosto de 1887. É possível visualizar o filme livremente na Internet uma vez que, pela data de criação, encontra-se em Domínio Público.